# 弗朗西斯·亨特
弗朗西斯·亨特（英語：Francis Hunter，1894年6月28日—1981年12月2日），美国男子网球运动员。他曾获得温布尔登网球锦标赛男子双打冠军、混合双打冠军及美国网球公开赛男子双打冠军。